# Sagrario Aznar Almazán
Sagrario 'Yayo' Aznar Almazán (Madrid, 9 de junio de 1961) es una historiadora del Arte española, catedrática de la Universidad Nacional de Educación a Distancia.

## Biografía
En 1985 se licenció en Geografía e Historia (rama de Historia del Arte) en la Universidad Complutense de Madrid. En 1990 se doctoró por la Uned con la tesis "El arte cotidiano. Modernismo y simbolismo en la ilustración gráfica madrileña, 1900-1925".
Su trayectoria de investigación se ha basado en dos líneas fundamentales: una se ocupa de la Historia y la memoria, otra sobre el arte de las últimas décadas y su relación con la política.
Actualmente es la responsable del grupo de investigación "Experiencias de la memoria; políticas de in/visibilidad" de la Uned, que intenta recuperar parte de la experiencia tanto de minorías como de individuos, para cambiar el modo de percibir y entender la España del franquismo a partir de un trabajo con las imágenes, entendidas siempre como performativas en la producción de sentido, con el objetivo de reescribir ciertas narrativas hegemónicas. El proyecto pretende trabajar las experiencias de lo político durante el franquismo, a partir de diferentes estudios de caso, tratando de abordar la historia desde el ángulo de las supervivencias y de sus metamorfosis.
Ingresó en la Uned como profesora ayudante en 1992 y desde 2017 es catedrática en dicha universidad, en el departamento de Historia del Arte de la facultad de Geografía e Historia. Desde 2018 es decana de dicha facultad. Ha participado como coordinadora del área de Historia del Arte en el comité de evaluación de proyectos de investigación, desarrollo e innovación en la Agencia Nacional de Evaluación y Prospectiva desde 2014 hasta 2017.  Actualmente es vocal de la Comisión de Acreditación Interdisciplinaria de la ANECA.
Entre sus publicaciones destacan libros como "El cauce de la memoria. Arte en el siglo XIX" (Istmo, 1998), "Arte de acción" (Nerea, 2000), "La memoria pública" (Universidad Nacional de Educación a Distancia, 2002), "El Guernica" (Edilupa, 2004), "La memoria compartida. España y Argentina en la formación de un imaginario cultural" (Paidós, 2005), "Insensatos. Sobre la representación de la locura" (Micromegas, 2013) o "Miradas políticas en el país de las fantasías" (Akal, 2019). Ha coordinado, con Pablo Martínez, el libro "Lecturas para un espectador inquieto" (Centro de Arte Dos de Mayo, 2013) y ha sido codirectora, con el profesor Javier Hernando Carrasco, de la colección "Arte Hoy", publicada por la editorial Nerea.